# Aashiqui 2
Aashiqui 2 är en Bollywoodfilm från 2013 regisserad av Mohit Suri.

## Handling
Sångaren Rahuls karriär tar slut på grund av hans alkoholism. Han träffar sångerskan Arohi och tar henne till Mumbai med löftet att göra henne till stjärna.

## Om filmen
Filmen hade premiär den 25 april 2013 i Kuwait.

## Rollista
- Aditya Roy Kapoor – Rahul Jaykar
- Shraddha Kapoor – Arohi Keshav Shirke
- Shaad Randhawa – Vivek
- Salil Acharya
- Chitrak Bandyopadhyay
- Bugs Bhargava
- Gagan Gupta
- Shubhangi Latkar
- Nickk – sig själv
- Shekhar Shukla
- Mahesh Thakur

### Webbkällor
- Aashiqui 2 på Internet Movie Database (engelska)